# Pachmarhi Cantt
Pachmarhi Cantt là một thị xã quân sự (cantonment) của quận Hoshangabad thuộc bang Madhya Pradesh, Ấn Độ.

## Nhân khẩu
Theo điều tra dân số năm 2001 của Ấn Độ, Pachmarhi Cantt có dân số 11.374 người. Phái nam chiếm 56% tổng số dân và phái nữ chiếm 44%. Pachmarhi Cantt có tỷ lệ 75% biết đọc biết viết, cao hơn tỷ lệ trung bình toàn quốc là 59,5%: tỷ lệ cho phái nam là 82%, và tỷ lệ cho phái nữ là 66%. Tại Pachmarhi Cantt, 12% dân số nhỏ hơn 6 tuổi.